# Distrito de Independencia (Lima)
El distrito de Independencia es uno de los cuarenta y tres distritos que conforman la provincia de Lima, ubicada en el departamento homónimo, en el Perú. Limita al norte, con el distrito de Comas; al este, con el distrito de San Juan de Lurigancho; al sur, con el distrito del Rímac; y al oeste, con los distritos de San Martín de Porres y Los Olivos. Dentro de la división eclesiástica de la Iglesia católica del Perú, pertenece a la diócesis de Carabayllo.

## Historia
En el período llamado formativo (2000 años a. C.), se construyeron, entre la cuenca de los ríos Rímac y Chillón, cuatro importantes centros ceremoniales: La Florida, Garagay, Pampa de Cueva y Huacoy.
Los estudios con radio carbono 14, han demostrado: El centro ceremonial La Florida (Plataforma) se construyó entre los años 2133 al 2042 a. C. y la parte del ala norte se construyó en los años 2033 a. C. El centro ceremonial Garagay se construyó entre los años 1643 a 847 a. C. El centro ceremonial Pampa de Cueva, según un estudio comparativo de su arquitectura, tiene un fechado relativo de 600 a 500 años a. C.
El centro ceremonial Pampa de Cueva (actual urbanización Independencia) fue construido por nuestros antepasados, cuando ellos se dedicaban principalmente a la producción agrícola y habían alcanzado un gran desarrollo en sus fuerzas productivas, las artes y la tecnología; requiriendo entonces contar con un lugar donde poder desarrollar sus actividades sociales, el intercambio de sus productos, el desarrollo de sus vidas, para sus grandes asambleas, y consultar sobre cómo desarrollar mejor su producción agrícola o qué sembrar y cuándo hacerlo.
Todos los centros ceremoniales tienen el mismo estilo de construcción en U. También la misma orientación hacia la salida del sol (este).
Garagay y Pampa de Cueva comparten el mismo sistema de relleno en su construcción, el uso de las shicras, los adobes cúbicos, aunque en el caso de Pampa de Cueva también se han encontrado adobes cónicos. Posteriormente, se ha descubierto que el uso de las shicras para construir muros, se remonta a civilizaciones mucho más antiguas como la propia Ciudad de Caral (5000 a. C.)
A inicios de la República, lo que actualmente constituye Lima Norte, era un conjunto de haciendas con una arquitectura de características particulares y asentamientos de yanaconas (indios dedicados a la servidumbre según los españoles) y además fueron parte del distrito de Carabayllo. El distrito de Independencia se encuentra en los terrenos de la antigua hacienda Aliaga. En 1933, esta hacienda pasó a ser propiedad de Ernesto Nicolini.

### La migración y las invasiones
Hasta la década de los 50, la fuerte migración producida desde el interior del país trajo a la capital oleadas de familias buscando un mejor porvenir en la capital, logrando establecer barriadas populares alrededor de la ciudad, de esta manera surgieron asentamientos humanos como Comas en el norte o Villa El Salvador en el sur de Lima.
En medio de este contexto, y dada la necesidad de estas familias migrantes por adquirir un terreno propio, en 1959, se fundaron las Asociaciones de Padres de Familia Pro-vivienda “Tahuantinsuyo” y “Pampa de Cueva – Urbanización Independencia”, esta última fue liderada por el ancashino Victoriano Sáenz Ortega cuya tenacidad por lograra un hogar para todas estas familias, daría vida a este distrito.
La madrugada del 17 de noviembre de 1960, hombres, mujeres y niños, que conformaban mil ochocientas familias ingresaron de manera muy organizada a las pampas que se tendían a lo largo de los kilómetros 5 y 6 de la avenida Túpac Amaru, antigua carretera a Canta, ubicados en el entonces distrito del Rímac.
Cada comité que provenía de varias zonas de Lima y Callao, con sus delegados a la cabeza instalaron las viviendas de esteras, al amanecer se había levantado una inmensa ciudad. Horas más tarde, debido a la ocupación ilegal de los terrenos, fueron desalojados por la fuerza pública.
Frente a la represión, las familias se replegaron hasta llegar al kilómetro cuatro, junto a la vía férrea, donde resistieron durante 37 días al acecho de la inclemencia del tiempo, carencia de servicios, medicinas y alimentos. Fue en este periodo que se produjeron la muerte de unos niños en las vías del ferrocarril. A este sacrificio se le rindió homenaje poniéndole el nombre de "niños mártires" a una de las principales calles del distrito.
Durante la larga espera de sacrificios, los dirigentes gestionaron ante los poderes ejecutivo y legislativo la adjudicación de los terrenos a los ocupantes representados por la asociación. Esto finalmente se logró con el apoyo de algunos parlamentarios y diputados, contribuyendo a la retoma de la Pampa de Cueva.
En los años siguientes, se urbanizó la zona de la "Pampa de Repartición" ubicada en el kilómetro seis y medio, en el entonces distrito de Comas, estableciéndose la Urbanización Popular Tahuantinsuyo, luego fueron ocupados los terrenos de la "Pampa El Ermitaño" del distrito de Rímac, ubicada en el kilómetro cuatro, más tarde se poblarían otras extensiones de tierras integrando los asentamientos humanos de las periferias.

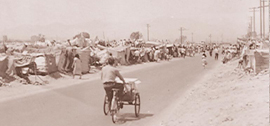
Primeras invasiones en el distrito de Independencia (avenida Túpac Amaru)

### Descubriendo el pasado
El 8 de marzo de 1962, el investigador, Toribio Mejía Xesspe, acompañado del doctor, Jorge C. Muelle, por ese entonces presidente del Patronato Nacional de Arqueología, y de Don José Casafranca, vigilante de los monumentos arqueológicos de la costa central; llegaron de inspección a la huaca en forma piramidal llamada Pampa de Cueva, encontrando a los moradores de la nueva barriada extrayendo las piedras del montículo para hacer sus casas, quienes desconocían completamente el valor histórico de esta construcción pre inca.
Mejía Xesspe en su informe menciona que: "la extracción por parte de los pobladores de las piedras de la pirámide prehispánica, había puesto al descubierto una gran plataforma rectangular y varias capas de basura arqueológica...", encontró además la existencia de cerámica monocroma y con diseños incisos con bordes en forma de coma, que él identifica como estilo Chavín.
En la década de los 70, el sitio es visitado por el arquitecto Carlos Milla Villena y su equipo técnico, quienes tenían el encargo del Instituto Nacional de Cultura de elaborar el catastro de los monumentos arqueológicos de esta parte de Lima; ellos encontraron que a la huaca se le seguía recortando para la construcción de las casas para los pobladores que se habían posesionado del lugar.
Por la remoción de piedras y estructuras, Milla Villena comunica que "habían quedado al descubierto grandes paredes finamente enlucidas y pintadas de color ocre..."; de la misma manera constató que al igual que Mejía Xesspe, la existencia de grandes redes de cuerda de totora que envolvían porciones de piedras y barro que constituían el relleno de la pirámide.
Tuvieron que pasar más de dos décadas, para que en 1995, un equipo de arqueólogos de la Universidad Nacional Mayor de San Marcos, liderado por el señor, Daniel Chumpitaz, confirmará la existencia de este centro ceremonial, y realizaron las primeras excavaciones y se tomaron las debidas medidas de protección por el INC, se creó un museo de sitio que lo represente debidamente, el cual se halla actualmente dentro del Colegio Alberto Hurtado Abadía N.º 3052 (El Morro).

### De la Pampa de Cueva al distrito de Independencia
Victoriano Lázaro Gutiérrez, venerable vecino que integró la junta vecinal que organizó la Toma de Tierras, de aquel terreno denominado la Pampa de Cuevas, cuenta su participación en la gesta del distrito de Independencia. 

### Historia gráfica del distrito
En la década de los 60, la fotografía no era lo que es actualmente. Las cámaras fotográficas registraban con rollos de películas, que tenían que procesarse químicamente en laboratorios. No se disponía de flash integrado o el "autofocus". En esos días, registrar un acontecimiento beligerante, era toda una proeza.
Si a todo ello le sumamos, el malabarismo de sincronizar movimientos simultáneos: ser protagonista histórico y fotógrafo a la vez; entonces valoraremos aún más, la hemeroteca fotográfica de Don Victoriano Lázaro. Originalmente, constaba de siete grandes maletas, llenas de fotografías, que testimoniaban cada instante de la historia del ahora distrito Independencia. Los funcionarios de la Municipalidad, le solicitaban a Don Victoriano fotografías, para ser exhibidas en los aniversarios del distrito. Nunca retornaban. De lo poco que aún quedaba, el colectivo de vecinos, digitalizó las fotografías.

### Creación política del distrito

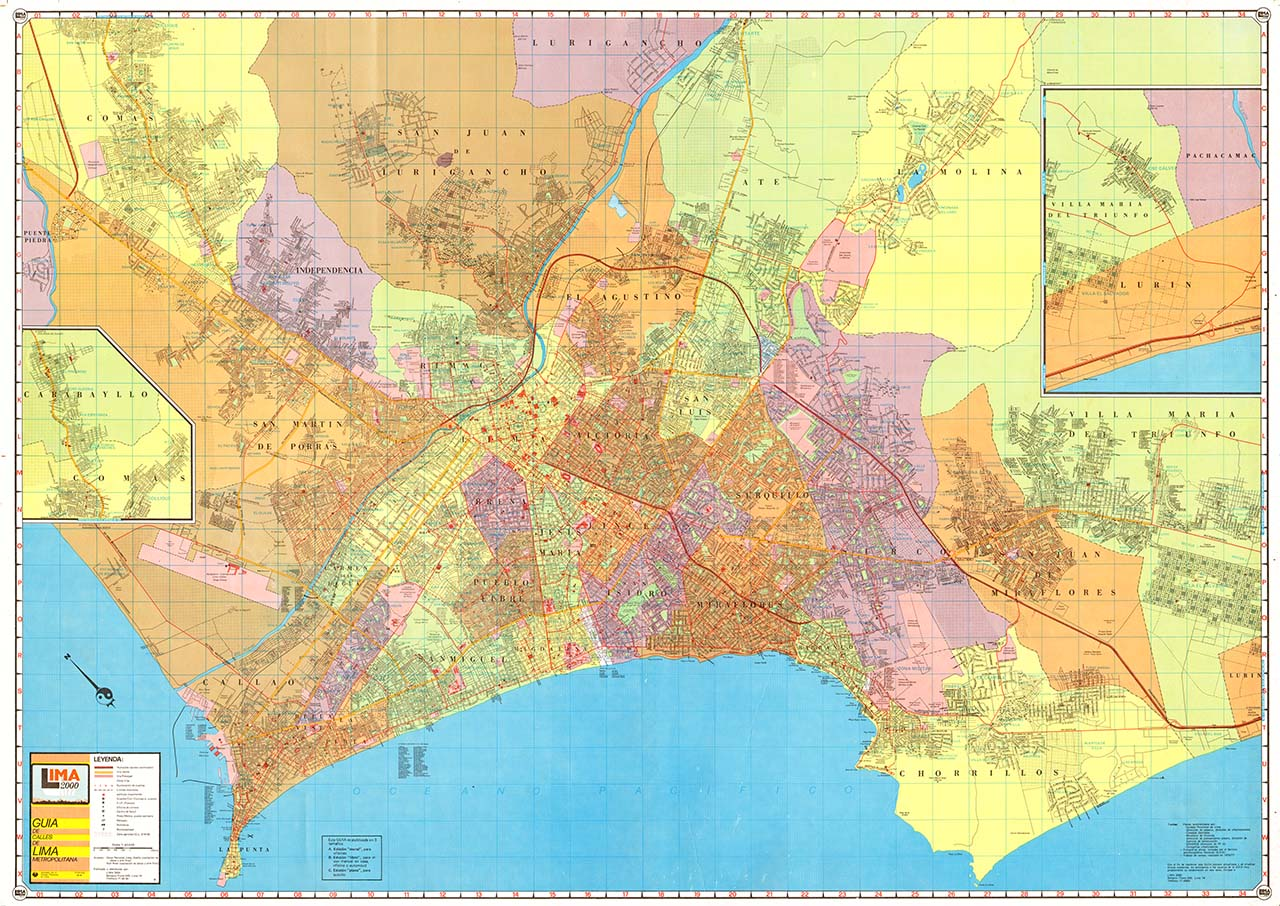
El distrito de Independencia en el plano de Lima Metropolitana en 1977.

Luego de muchas gestiones, marchas y contramarchas en el Congreso de la República, fue la decisión del propio Presidente de la República, Fernando Belaúnde, la que finalmente creó el nuevo distrito de Independencia, segregándose de los distritos de Comas y Rímac, mediante Decreto Ley N.º 14965 del 16 de marzo de 1964. Posteriormente, por medio de la Ley N.° 16012 del 31 de enero de 1966, se profundizó sobre sus límites.

«El distrito Independencia queda formado por las siguientes urbanizaciones populares, que adquieren la categoría de pueblos: Independencia, El Ermitaño, Tahuantinsuyo, El Ángel, El Milagro y El Volante»
Ley N.º 14965, Congreso de La República

«Por el norte, sur y oeste, la antigua carretera Panamericana Norte y por el este, con la cúspide de los cerros denominado: El Morado, Loma del Castillo, Loma del San Albino, Cerro Quebrado y Cerro Negro»
Ley N.º 16012, Congreso de La República

## Geografía y límites distritales

### Ubicación
El distrito de Independencia está ubicado en Lima Norte. Cuenta con una superficie de 14.56 km² y su altitud media es de 130 m s.n.m.

### Límites
Limita al norte, con el distrito de Comas; al este, con el distrito de San Juan de Lurigancho; al sur, con el distrito del Rímac; y al oeste, con los distritos de San Martín de Porres y Los Olivos. 
| Noroeste: Distrito de Los Olivos           | Norte: Distrito de Comas | Nordeste: Distrito de Comas / Distrito de San Juan de Lurigancho |
| Oeste: Distrito de Los Olivos              |                          | Este: Distrito de San Juan de Lurigancho                         |
| Suroeste: Distrito de San Martín de Porres | Sur: Distrito del Rímac  | Sureste: Distrito del Rímac                                      |

## División Administrativa
El cuadro muestra el centro poblado que pertenece al distrito de Independencia.
| Centro Poblado | Tipo de Centro Poblado |
| -------------- | ---------------------- |
| Independencia  | Urbano                 |

## Conflictos Limítrofes

### Conflicto con San Martín de Porres

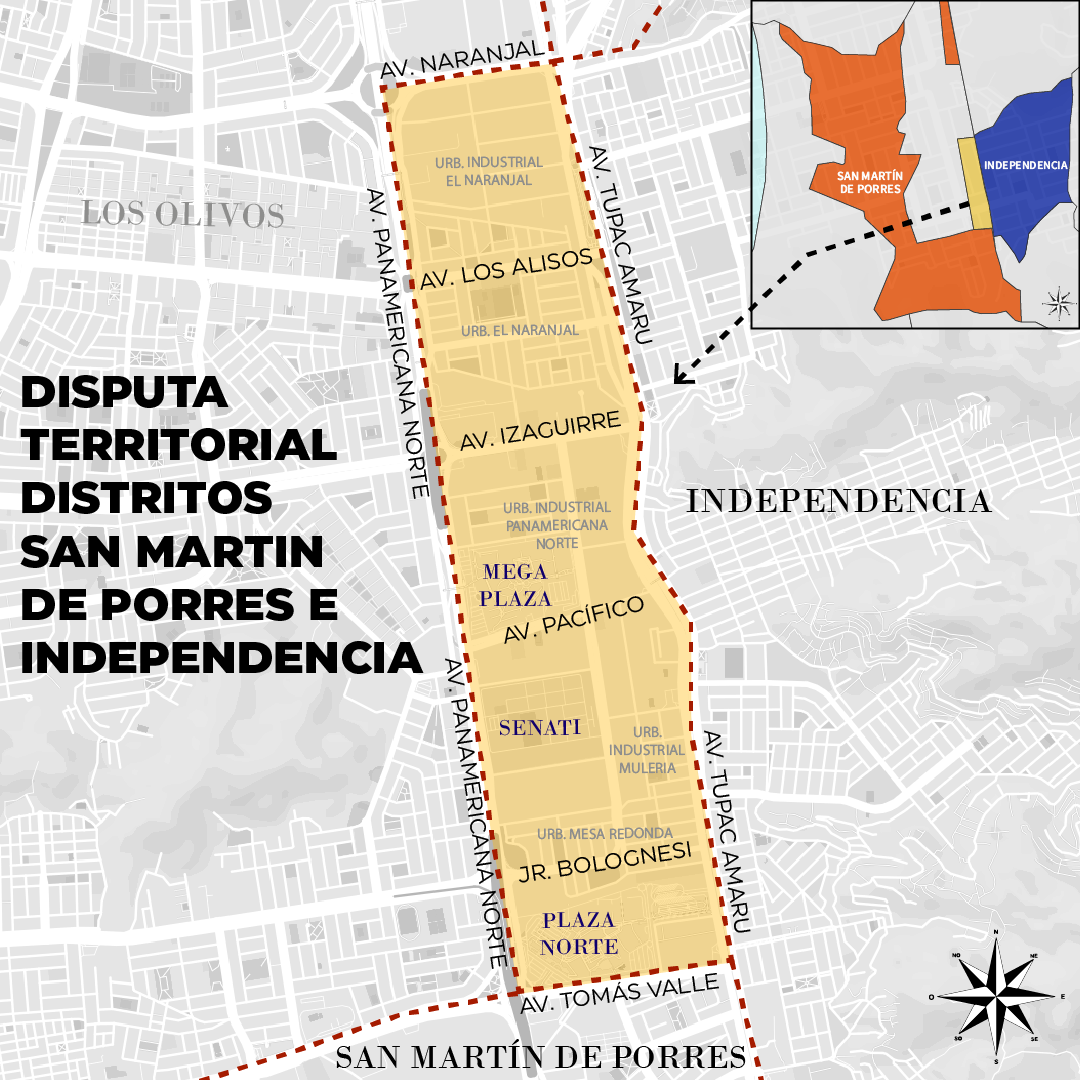
Zona disputada entre los distritos de Independencia y San Martín de Porres.

En 1989, debido al recorte territorial del distrito de San Martín de Porres por la creación del distrito de Los Olivos, la denominada Zona Industrial de extensión de 2.40 kilómetros cuadrados, que está delimitada por la carretera Panamericana Norte, y las avenidas Naranjal, Túpac Amaru y Tomás Valle, y conformada por las urbanizaciones Mesa Redonda, El Naranjal, Industrial Panamericana Norte, Industrial El Naranjal e Industrial Mulería, se convirtió en territorio de disputa entre Independencia y San Martín de Porres.
La posición del distrito de Independencia es que al crearse el distrito de Los Olivos, parte de la antigua zona industrial le correspondería ser anexada. Por otro lado, San Martín de Porres argumenta que la ley de creación de Los Olivos no detalla la cesión de territorio a otros distritos no involucrados además de no haber sido un pedido expreso de los residentes. Asimismo, resalta que la ley de creación de Independencia (Ley N.° 14965, Ley N.° 16012) marca su límite en la antigua Panamericana Norte, hoy avenida Túpac Amaru.

El conflicto alcanza también el sistema de tributación municipal pues los grandes centros comerciales tributan a Independencia, pero las urbanizaciones y los pequeños y medianos comercios tributan en San Martín de Porres. En 1998, residentes de la urbanización Naranjal identificados con San Martín de Porres se enfrentaron al alcalde de Independencia, Guillermo Chacaltana, y sus regidores en una gresca en la avenida Los Alisos. En 2013, ocurrió una pelea entre ciudadanos de la zona y personal de serenazgo por problemas limítrofes. En 2015, vecinos de San Martín de Porres bloquearon la carretera Panamericana Norte por cerca de 45 minutos para exigir que su zona no sea asignada al distrito de Independencia a través de un proyecto de ley de Cenaida Uribe. En 2017, vecinos residentes de la zona, identificados con San Martín de Porres, se negaron a participar en el Censo Nacional 2017, porque el Instituto Nacional de Estadística e Informática consideró dicha zona como territorio de Independencia.

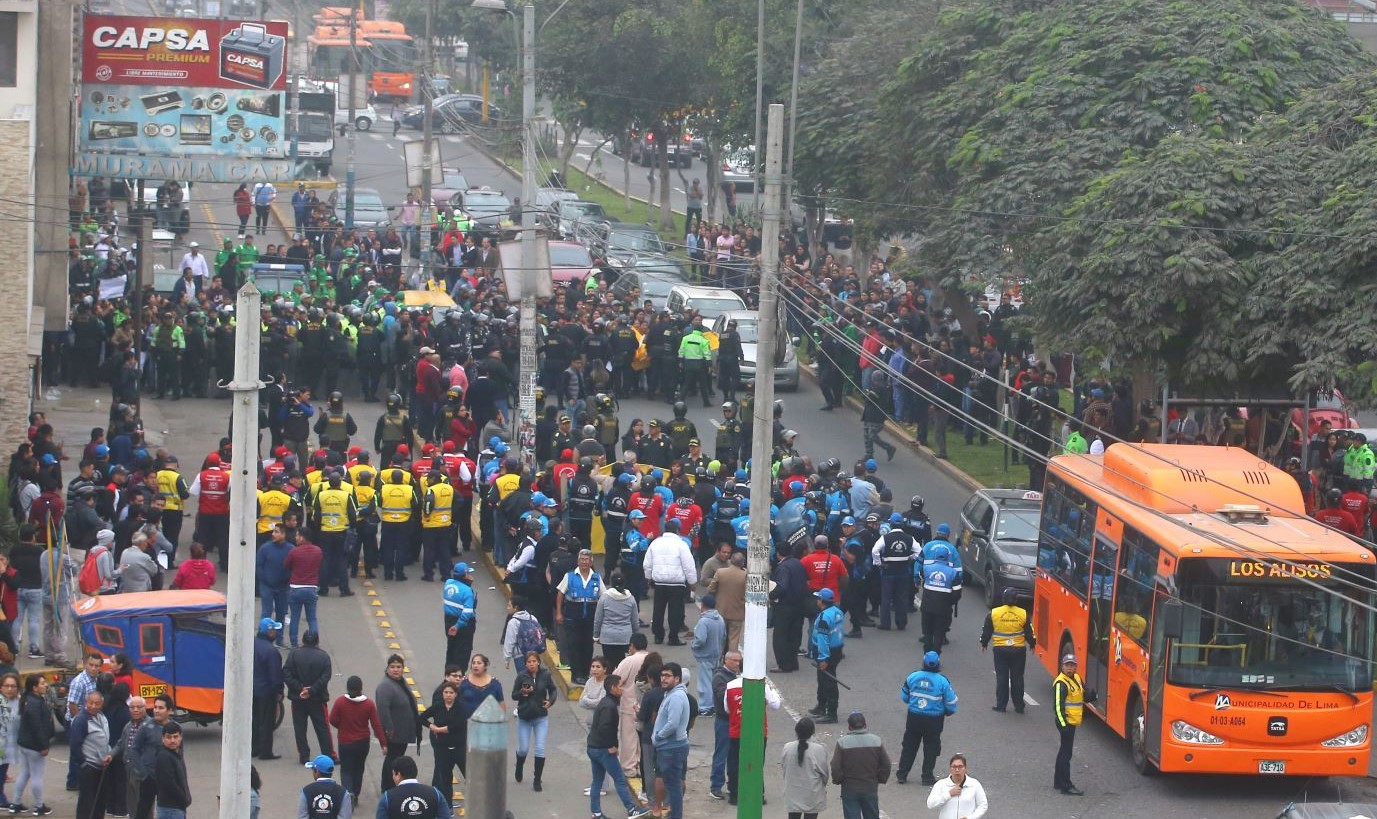
Serenos de Independencia y San Martín de Porres, enfrentados en la urbanización Naranjal.

En 2019, agentes de Independencia destruyeron con maquinaria pesada el letrero de San Martín de Porres en el parque Chavín de Huántar de la urbanización Mesa Redonda siendo reconstruido meses después por el alcalde sanmartiniano, Julio Chávez. Días después, se registró un enfrentamiento entre los agentes de serenazgo de ambos municipios por intervenciones municipales en la zona de la urbanización El Naranjal (avenida Los Alisos) que produjo heridos e intervención de la policía. Posteriormente, la intervención del alcalde de Lima, Jorge Muñoz, buscó la mediación con los alcaldes Yuri Pando y Julio Chávez en una posible consulta vecinal ciudadana para determinar la solución al conflicto. En diciembre del mismo año, residentes se opusieron a la implementación de cámaras de vigilancia por la Municipalidad de Independencia.
En febrero de 2020, ocurrió un enfrentamiento entre serenazgo de Independencia y vecinos de Mesa Redonda por intervenciones a mototaxis que tributaban en San Martín de Porres. En diciembre del mismo año, se volvió a registrar un enfrentamiento de vecinos y serenazgo de ambas municipalidades en el Mercado Naranjal, con intervención de la policía y la fiscalía. En julio de 2023, con motivo del aniversario de Fiestas Patrias, ambas municipalidades realizaron desfiles escolares en la zona, la Municipalidad de Independencia desarrolló en la avenida Tomás Valle y la Municipalidad de San Martín de Porres, en la urbanización Naranjal. En agosto de 2023, residentes denunciaron doble pago de tributos municipal, y embargo de sus cuentas, en caso de pagar solo a uno, debido al conflicto de límites. Mientras que en 2024, varios vecinos denunciaron que por esta situación sus predios podrían ser víctimas de remate público y descerraje forzoso por parte de alguna de ambas municipalidades.
En la zona se encuentra la Agencia Municipal Naranjal, en la urbanización El Naranjal (también denominada Asociación de Vivienda Residencial Naranjal), administrada por la Municipalidad de San Martín de Porres.
 

Actualmente, no existe una solución definitiva por el Instituto Metropolitano de Planificación, Municipalidad Metropolitana de Lima, ni el Congreso de la República.
| Noroeste: Distrito de Los Olivos                                                                    | Norte: Distrito de Comas | Nordeste: Distrito de Comas / Distrito de San Juan de Lurigancho |
| Oeste: Distrito de Los Olivos (límite jurídico) / Distrito de San Martín de Porres (zona disputada) |                          | Este: Distrito de San Juan de Lurigancho                         |
| Suroeste: Distrito de San Martín de Porres                                                          | Sur: Distrito del Rímac  | Sureste: Distrito del Rímac                                      |

## Hitos y estructura urbana
El distrito está habitado por familias de carácter "popular" de nivel socioeconómico medio, medio bajo y bajo. Su principal eje vial lo constituye la avenida Túpac Amaru, la cual discurren en sentido norte-sur, integrándolo con el resto de la metrópoli.

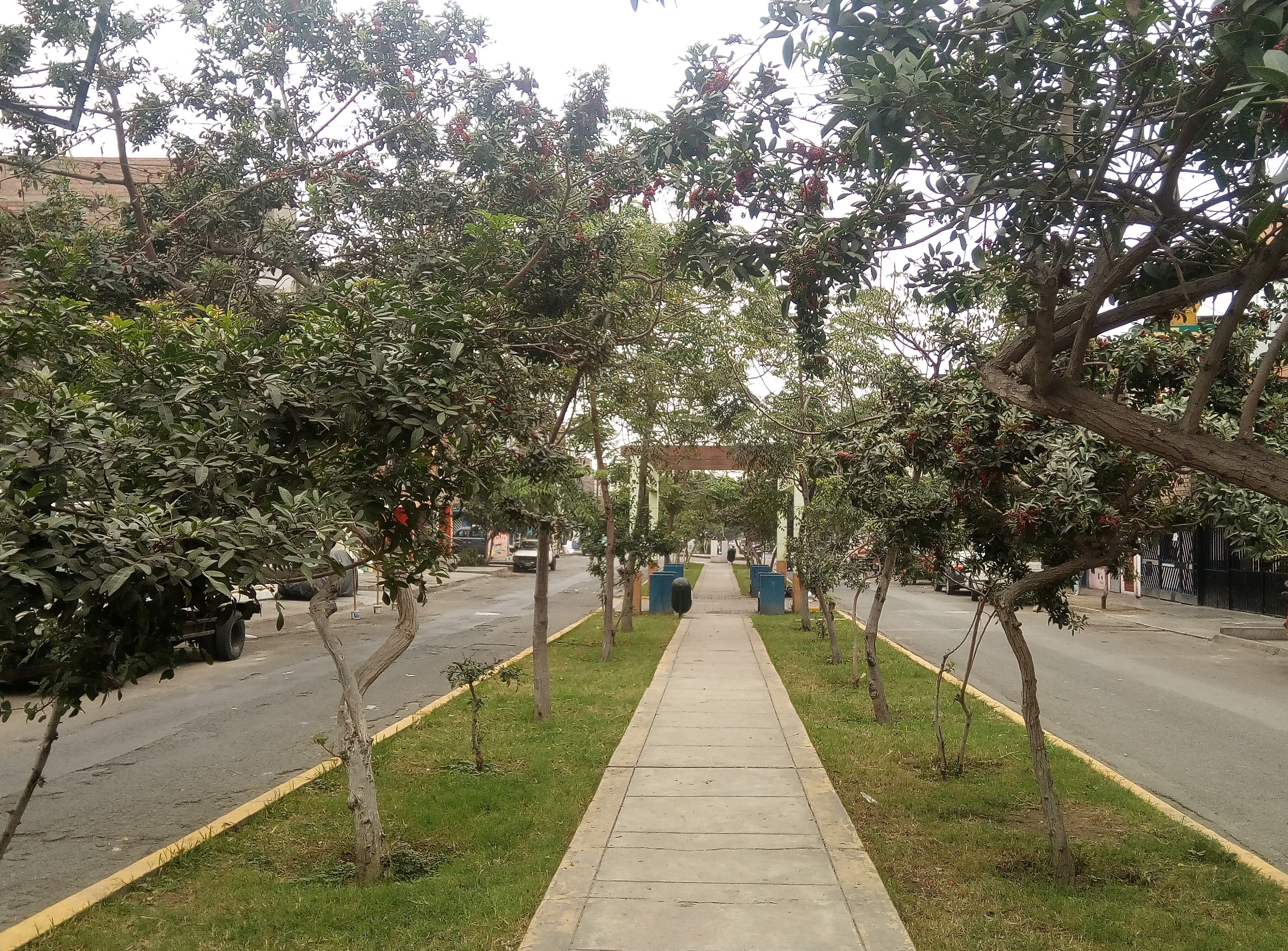
Alameda 16 de marzo, en la zona de Unificada.

El distrito de Independencia posee seis zonas claramente definidas:
- Payet: colindante con el distrito de Comas, es una zona donde se encuentran las asociaciones de vivienda: José Abelardo Quiñónez, Víctor Raúl Haya de la Torre y María Auxiliadora, las cooperativas de vivienda Santa Ligia y Tahuantinsuyo Ltda. N.º 196 y 35, y algunos asentamientos humanos ubicados en su periferia. Desde 2022, la zona está en pérdida de domicilios, debido a la expropiación estatal de terrenos que están en medio de la zona del proyecto del Anillo Vial Periférico.[45][46]
- La Unificada: Es el área que alberga 6 asentamientos humanos y la Urbanización de Las Violetas, que se extienden hasta el límite de la zona militar (Cuartel Hoyos Rubio), y la Universidad Nacional de Ingeniería - UNI), ambos en el distrito de Rímac.

- Tahuantinsuyo: ubicada en la llamada Pampa de la Repartición. Está constituido por la urbanización Tahuantinsuyo dividida en cuatro zonas y a su alrededor se ubican 32 asentamientos humanos. Antiguamente, fue parte del distrito de Comas, inicialmente fue una urbanización popular gestionada por un importante financiamiento de 50 millones de soles del gobierno de Estados Unidos, cuyos primeros lotes se entregaron en 1961.

- Independencia, ubicada sobre la llamada Pampa de Cueva, lugar histórico donde se hallaba una de los 4 centros ceremoniales pre incaicos de esta zona de Lima, es la capital del distrito, está dividido en tres subsectores. Asimismo, cuenta con los asentamientos humanos, Los Conquistadores y José Carlos Mariátegui.

- El Ermitaño, ubicada en la denominada Pampa El Ermitaño, comprende las asociaciones de vivienda: Las Violetas zonas D y E, 1.º de mayo y José Gálvez; a ellos se suman el segundo, tercer y cuarto sector de El Ermitaño y 10 asentamientos humanos que los rodean.

- Industrial, es una zona en conflicto territorial con el distrito de San Martín de Porres[38][47] y está ubicada entre la carretera Panamericana Norte (avenida Alfredo Mendiola), y las avenidas Naranjal, Túpac Amaru y Tomás Valle.[7] Es una zona baja y plana a diferencia de las otras cinco y en su mayoría está integrada por empresas industriales, urbanizaciones y asociaciones de vivienda. Actualmente, cuenta con grandes centros comerciales, académicos y de servicios que viene dinamizando la economía local.

En las zonas en conflicto
- Terminal de buses del Sistema Metropolitano de Transportes de Lima: se ubica invadiendo totalmente el ancho de la avenida Túpac Amaru, cercano al límite con el distrito de Comas.

- Plaza Norte: ubicado en la avenida Alfredo Mendiola N.º 1400, es uno de los centros comerciales de mayor extensión en Lima y el más grande del Perú.
- Gran Terminal Terrestre Plaza Norte: terminal de buses del centro comercial Plaza Norte, ubicado en la avenida Tupac Amaru.
- Mercado Central Fevacel: ubicado en las avenidas Túpac Amaru y Tomás Valle (eje industrial).
- Servicio Nacional de Adiestramiento en Trabajo Industrial (SENATI): sede zonal central en la urbanización Industrial.
- Edificio e Instituto de Emprendedores de la Universidad San Ignacio de Loyola (USIL)
- Instituto Cultural Peruano Norteamericano (ICPNA): instituto de idiomas, ubicado en la avenida El Pacífico (eje Industrial).
- Mega Plaza: ubicado en la avenida Alfredo Mendiola N.º 3698, centro comercial en la urbanización Eje Industrial.
- Royal Plaza: ubicado en la avenida Carlos Izaguirre N.º 287 en la urbanización Industrial Panamericana Norte.
- Registro Nacional de Identidad y Estado Civil (RENIEC): ubicado en la avenida Los Andes N.º 486, en la urbanización Industrial.
- Distrito Judicial de Lima Norte: ubicado en la avenida Carlos Izaguirre N.º 176.
- Importaciones Hiraoka: tienda de electrodomésticos y demás, ubicado en la avenida Carlos Izaguirre N.º 126, en la urbanización El Naranjal.
- Supermercado Plaza Vea: ubicado en las avenidas Alfredo Mendiola (carretera Panamericana Norte) y Carlos Izaguirre, en la urbanización El Naranjal.
- Supermercado Metro: ubicado en la avenida Alfredo Mendiola, en la urbanización El Naranjal.
- Centro Comercial y Financiero Multicenter: ubicado en la avenida Carlos Izaguirre N.º 275, en la urbanización Industrial Panamericana Norte.
- Instituto CIBERTEC: ubicado en la avenida Carlos Izaguirre N.º 233, en la urbanización Industrial.
- Instituto Toulose Lautrec: ubicado en la avenida El Pacífico.
- Instituto San Pablo: ubicado en la avenida Carlos Izaguirre N.º 159.

En las zonas sin conflicto
- Centro Social Tahuantinsuyo. El que más destaca en el distrito entre los diversos clubes sociales peruanos
- Activa Club, club y centro de recreación social privado en la Urbanización Túpac Amaru (Payet)
- Centro de Salud Tahuantinsuyo Bajo, centro de salud materno infantil de nivel II.

- Mesa Educativa. Espacio de Concertación en Educación y Cultura, que agrupa a los Directores de las Instituciones Educativas -ADEDI-, Docentes, Agentes Educativos, ONG IPP, ONG TAREA, ONG Autodidakta, ELEMENTOS grupo de Estudios, ONG Alternativa, Defensoría Municipal del Niño y del Adolescente -DEMUNA-, Municipalidad Independencia, SUTE XX sector
- La Bella Durmiente, Zona de Ecoturismo Autogestionario, dirigido por los vecinos de El Ermitaño.
- Mercado Los Incas, centro de comercio minorista en la zona de Tahuantinsuyo.
- ELEMENTOS, Asociación de Estudios e Innovación. Entidad Educativa especializada en la investigación de los procesos que contribuyen a la mejora de la educación. Buscando estrategias que aporten al desarrollo educativo y social. Desarrollar la innovación e investigación para una nueva actitud de estudiantes, profesionales, ciudadanos y autoridades para insertar niveles de aprendizajes con niveles de rigor, creatividad y sostenibilidad.
- Fiscalía de la Nación, kilómetro 3.5 de la avenida Túpac Amaru.

- SUTE XX sector. Sindicato Único de los Trabajadores de la Educación, gremio de docentes que gestiona la reivindicación del maestro peruano.
- Centro de Salud Víctor Raúl Haya de la Torre, ubicado en la urbanización homónima que también alberga a la Dirección de Redes Integradas de Salud de Lima Norte (DIRIS) y la Red de Salud Túpac Amaru.

- Centro Cultural Kallpa Pacha Perú. Institución encargada de investigar, cultivar, enseñar, fomentar la práctica y difundir las raíces culturales del Perú, en especial las diferentes danzas y bailes del diverso folklore de la costa, sierra y selva. Fundada el 1 de abril de 1996 y su ámbito de trabajo se distribuye por todo el distrito. Participa activamente en circuitos de Instituciones folklóricas andinas y cultores del baile nacional "La Marinera Norteña".

- Bosque de Piedras, peculiares formaciones pétreas en los cerros de Independencia, paradero final "Las Piedras"

- Estadio El Ermitaño, donde se desarrollan campeonatos de las ligas locales.

- Mercado El Ermitaño, uno de los principales y de mayor movimiento comercial minorista
- Colegio Nacional Mixto Independencia, escuela emblemática de arduo labor de educación.
- Mercado Central de Tahuantinsuyo (2.ª Zona), Principal mercado Minorista para los pobladores de 2.ª, 3.ª, 4.ª Zona y de Payet.

- Skate Park, ubicado en Tahuantinsuyo, al costado de la avenida Túpac Amaru, es el principal centro de Skate, ciclismo y patinaje extremo.

- Mueblerías y conglomerados de carpintería y mecánica, ubicados en la avenida Túpac Amaru, corresponde a pequeños empresarios vendiendo muebles para el hogar y oficina de excelente calidad y a precios de fábrica.

### Servicios adicionales con que cuenta el distrito
- Serenazgo
- Compañía de bomberos
- Comisarías
- Centros dentales municipales
- Clínicas y consultorios médicos
- Gimnasios y centros de belleza
- Notarias públicas y estudios de abogados
- Asociaciones culturales y parroquiales
- Ligas de fútbol y vóley
- Casinos y tragamonedas

## Demografía
Según el censo de 2017, la población de Independencia tenía 216 822 habitantes en ese año.
El clima es semicálido muy seco, con una temperatura media anual que fluctúa entre los 18 °C y 19 °C, con variación de 6 °C. Presenta garúas esporádicas en la estación de invierno. Los vientos soplan durante el día, de norte a suroeste y durante la noche predominantemente de suroeste a noreste, con una velocidad media de 2 a 4 m/s.
El suelo de la zona están conformados por un estrato superficial de material arena limosa, bajo el que se puede encontrar capas de suelos semi-rocosa y rocosa, variadamente rocas metamórficas en forma de cascajos y taludes de corte sobre los cuales amortigua material desintegrado de rocas.

## Autoridades

### Municipales
| Cargo    | Autoridad electa                     | Partido político | Partido político   |
| -------- | ------------------------------------ | ---------------- | ------------------ |
| Alcalde  | Alfredo James Reynaga Ramírez        |                  | Somos Perú         |
| Regidor  | Raúl Anthony Pedraza Calderón        |                  | Somos Perú         |
| Regidora | Elsa Elvira Ramírez Estrada de Rojas |                  | Somos Perú         |
| Regidor  | Thomas Flores Sánchez                |                  | Somos Perú         |
| Regidora | Rosario del Pilar Castro C.          |                  | Somos Perú         |
| Regidor  | Renzo Clemente Vásquez               |                  | Somos Perú         |
| Regidora | Sonia Huanca Colos                   |                  | Somos Perú         |
| Regidor  | Jesús Ocaña Romero                   |                  | Somos Perú         |
| Regidor  | José Anchante Vásquez                |                  | Podemos Perú       |
| Regidora | Georgina Flores Remigio              |                  | Podemos Perú       |
| Regidor  | Rommel Loro Ramírez                  |                  | Renovación Popular |
| Regidor  | José Luis Vilca Vega                 |                  | Renovación Popular |

### Comisarías de Independencia
- Comisaría PNP Payet
- Comisaría PNP Tahuantinsuyo
- Comisaría PNP Independencia
- Comisaría PNP La Unificada

## Transporte
Metropolitano
El distrito de Independencia limita con estas estaciones:
- Estación Tomás Valle: ubicada en el cruce de las avenidas Túpac Amaru y Tomás Valle.
- Estación Los Jazmines: ubicada en el cruce de las avenidas Túpac Amaru y Los Jazmines.
- Estación Independencia: ubicada en el cruce de la avenida Túpac Amaru con el jirón Los Pinos.
- Estación Pacífico: ubicada en el cruce de las avenidas Túpac Amaru y El Pacífico.
- Estación Izaguirre: ubicada en el cruce de las avenidas Túpac Amaru y Carlos Izaguirre.
- Estación Naranjal: ubicada en el cruce de la avenida Túpac Amaru con las avenidas Naranjal y Chinchaysuyo (Terminal Norte del Metropolitano).

## Festividades
- 16 de marzo: aniversario del distrito.
- 7 de junio: aniversario de "El Ermitaño".
- 29 de junio: aniversario de San Pedro y San Pablo. Calle 4 de enero, atrás del Colegio Técnico N.º 3052.
- 17 de noviembre: aniversario de la capital de Independencia.
- Octubre: procesión del Señor de los Milagros

## Atractivos turísticos
Centro Ceremonial Pampa de Cueva y Museo
Ubicado a unas cuadra del kilómetro 5 de la avenida Túpac Amaru y cercano a la principal comisaría del distrito, en el área que comprende el actual Colegio Alberto Hurtado Abadía N.°3050. Se ubican los restos arqueológicos de lo que fue uno de los 4 principales centros ceremoniales construidos dentro de las cuencas de los ríos Rímac y Chillón, en el periodo llamado Formativo (2000 años a. C.)
En él se pueden apreciar vestigios de la configuración de la plataforma principal en forma de U, tal como se presentan en los otros 3 centros ceremoniales similares de ese periodo, La Florida, Garagay y Huacoy, todos orientados al este (salida del sol). En el colegio donde se hallan estos restos, se ha instalado el Museo de Sitio Pampa de Cueva, donde se pueden apreciar adobes y cerámicos, más precisamente cerámica monocroma y con diseños incisos con bordes en forma de coma, que se han identificado como estilo de la Cultura Chavín, entre otros hallazgos que se pudieron rescatar del lugar.
El centro ceremonial Pampa de Cueva, según un estudio comparativo de su arquitectura, tiene un fechado relativo de 600 a 500 años a. C.
Parque forestal ecoturístico "Bosque de Sapo"
En 2018, se inauguró el Parque forestal ecoturístico "Bosque de Sapo", que posee 3500 plantas nativas en 14 hectáreas de extensión. Actualmente, el parque tiene muros de retención y senderos.
El parque forestal, ubicado entre los asentamientos humanos El Volante II y El Volante III, eje zonal Unificada, distrito de Independencia, surge como una alternativa para reducir el riesgo de desastres, frenar la expansión a las zonas de peligro elevado, como una medida de adaptación y mitigación al cambio climático. Además,propone un modelo de gestión para el hábitat popular en las laderas de Lima mediante la configuración/reconfiguración de los patrones de asentamiento, gestionando los riesgos, los medios de vida, los tejidos sociales y la seguridad de la población, con identidad y respeto de los recursos, oportunidades y posibles obstáculos.

### Centros de esparcimiento
Se encuentran los centros comerciales "Plaza Norte", "MegaPlaza" y "Royal Plaza".